# Dane wrażliwe
Dane wrażliwe – pojęcie odnoszące się do kategorii danych osobowych, wymagających szczególnej ochrony.

## Dane wrażliwe w RODO
Zgodnie z motywem 10 ogólnego rozporządzenia o ochronie danych (RODO) danymi wrażliwymi są szczególne kategorie danych osobowych, wymienione w art. 9 RODO:
- dane ujawniające pochodzenie rasowe lub etniczne[2],
- dane ujawniające poglądy polityczne,
- dane ujawniające przekonania religijne lub światopoglądowe,
- dane ujawniające przynależność do związków zawodowych,
- dane genetyczne[3],
- dane biometryczne (wykorzystywane w celu jednoznacznego zidentyfikowania osoby fizycznej)[4],
- dane dotyczące zdrowia[5],
- dane dotyczące seksualności lub orientacji seksualnej.

Wykorzystywanie (przetwarzanie) danych osobowych wrażliwych jest zakazane, o ile nie jest spełniona jedna z przesłanek wskazanych w art. 9 ust. 3 RODO, m.in.:
- osoba, której dane dotyczą, wyraziła wyraźną zgodę na przetwarzanie tych danych osobowych w jednym lub kilku konkretnych celach, chyba że prawo Unii lub prawo państwa członkowskiego UE przewidują, iż osoba, której dane dotyczą, nie może uchylić zakazu,
- przetwarzanie jest niezbędne do wypełnienia obowiązków i wykonywania szczególnych praw przez administratora lub osobę, której dane dotyczą, w dziedzinie prawa pracy, zabezpieczenia społecznego i ochrony socjalnej, o ile jest to dozwolone prawem Unii lub prawem państwa członkowskiego UE lub porozumieniem zbiorowym na mocy prawa państwa członkowskiego UE, przewidującymi odpowiednie zabezpieczenia praw podstawowych i interesów osoby, której dane dotyczą;
- przetwarzanie dotyczy danych osobowych w sposób oczywisty upublicznionych przez osobę, której dane dotyczą.

## Dane wrażliwe w ustawie z 29 sierpnia 1997 r. o ochronie danych osobowych
Nieobowiązująca już ustawa z dnia 29 sierpnia 1997 r. o ochronie danych osobowych wskazywała w art. 27 kategorie danych osobowych, wymagające szczególnej ochrony. Były to dane:
- ujawniające pochodzenie rasowe lub etniczne,
- ujawniające poglądy polityczne,
- ujawniające przekonania religijne lub filozoficzne,
- ujawniające przynależność wyznaniową, partyjną lub związkową,
- o stanie zdrowia,
- o kodzie genetycznym,
- o nałogach,
- o życiu seksualnym,
- dotyczące skazań, orzeczeń o ukaraniu i mandatów karnych, a także innych orzeczeń wydanych w postępowaniu sądowym lub administracyjnym